# 创世纪IV：圣者传奇
《创世纪IV：圣者传奇》是一款由Origin Systems制作和发行的电子角色扮演游戏。游戏是创世纪系列第4部作品，最初于1985年在Apple II发行。
游戏是少数几款在PC上发行的角色扮演类游戏。本作没有将重心放在战胜终极恶魔。
《Fami通》给予《创世纪IV：圣者传奇》红白机版本31/40的分数。